# Derek Hood
Derek Dwayne Hood (Kansas City, 22 dicembre 1976) è un ex cestista statunitense, professionista nella NBA, in Italia, Venezuela e Francia.

## Palmarès
- McDonald's All-American Game (1995)
- CBA All-Rookie First Team (2000)
- Campione NBDL (2003)
- 2 volte All-NBDL Second Team (2002, 2003)